# Romanschulzia turritoides
Romanschulzia turritoides là một loài thực vật có hoa trong họ Cải. Loài này được (Loes.) O.E. Schulz miêu tả khoa học đầu tiên năm 1933.